# エドマンド・グリンダル
エドマンド・グリンダル（Edmund Grindal, 1519年? - 1583年7月6日）は、イングランドにおけるエリザベス朝の聖職者であり、ロンドン主教、ヨーク大主教、カンタベリー大主教を歴任した人物。

## 幼少期からエドワード6世の崩御まで
グリンダルは1519年頃、イングランド北部カンバーランドにあるセント・ビーズ村 (en) で生まれた。同じくこの村出身で、後のヨーク大主教エドウィン・サンズ (en) と兄弟のように過ごした。その後ケンブリッジ大学のモードリン・カレッジ、クライスツ・カレッジ、ペンブルックホールにて学び、1538年に学士、1541年には修士を取得している。

## メアリーとエリザベス
メアリー1世のカトリック回帰の影響で亡命を余儀なくされたグリンダルは、大陸のストラスブールやフランクフルトに滞在している。この時、大陸の宗教改革家と親交を深めた。エリザベス1世の即位とほぼ同時期にイングランドに帰ってきたグリンダルは、1559年から1570年までロンドン主教の座に収まっていた。
一方、出身校ペンブルックホールの校長は1559年から1561年まで3年間務めた。

## ヨーク大主教時代
当時のカンタベリー大主教マシュー・パーカーに推され、グリンダルは1570年からヨーク大主教の座についていた。

## カンタベリー大主教時代
パーカーの死後、エリザベスの廷臣バーリー卿ウィリアム・セシルに強く推され、1576年カンタベリー大主教に着座した。1577年にエリザベスが出した「カンタベリー大主教管区における聖書釈義集会の全面禁止と各州の説教者を2～3人に削減する指示を管区内の各主教に伝達せよ」という命令に対し、拒否・反抗したために女王から職務停止と謹慎・蟄居を命じられた。死の直前になると目が見えなくなるなど老衰が進み、本人の希望もあって降任も検討され始めたが、結局職務停止などの処分はそのまま1583年にグリンダルが死ぬまで解かれることはなかった。職務停止になっていた6年間、カンタベリー大主教の職務はロンドン主教ジョン・エイルマー (en) が代行していた。エイルマーはグリンダルと同じストラスブールへ亡命していたうちの一人である。その死後、ウースター主教ジョン・ホイットギフト (en) がカンタベリー大主教を引き継いだ。

## グリンダルの功績
グリンダルは自身の故郷セント・ビーズにグラマースクールを設立している。

## 典拠
- Patrick Collinson, "Archbishop Grindal 1519-1583: The struggle for a reformed church", 1979, ISBN 0224017039
- John Strype "Life and Acts of Edmund Grindal, Archbishop of Canterbury", 1710
- Edmund Grindal "The remains of Edmund Grindal: successively Bishop of London and Archbishop", 1843
- 中村茂・八代崇・金子啓一、他共訳　出村彰・徳善義和・成瀬治 他共編『宗教改革著作集12』1986年、教文館、ISBN 978-4-7642-3112-2
- 植村雅彦 著『エリザベスとその時代 : イギリスの夜明け』1973年、創元社、ISBN 4422202138
- 青木道彦 著『エリザベスⅠ世 大英帝国の幕あけ』2000年、講談社現代新書、ISBN 4061494864